# Зелёно-левая коалиция
Зелёно-левая коалиция (хорв. Zeleno-lijeva koalicija) — альянс левых (социалистических), зелёных и прогрессивных политических сил в Хорватии. Иногда называется также по имени своей недавно основанной составляющей — Мы можем! – Политическая платформа (Možemo! — politička platforma). Помимо «Мы можем!», в коалицию вошли «Новые левые» (Nova ljevica, NL), «Зелёная альтернатива — Устойчивое развитие Хорватии» (Održivi razvoj Hrvatske, ORaH), «Рабочий фронт» (Radnička fronta, RF), а также ряд местных инициатив, например «За город» (Za grad, ZG — аббревиатура Загреба) и «Загреб НАШ!» (Zagreb je NAŠ!). На своих первых парламентских выборах 2020 года коалиция стала пятой по величине силой в хорватском Саборе, на парламентских выборах 2024 года — четвёртой; на последних коалиция уже шла под вывеской партии «Мы можем!», чьи союзницы пребывают в процессе слияния в эту политическую силу. На президентских выборах 2024 года Ивана Кекин, кандидат от «Мы можем!» и лидер «Новых левых», набрала почти 9 % голосов.

## История

### Основание
Коалиция была сформирована в 2017 году для местных выборов в Загребе под названием Левый блок (Lijevi blok), завоевав 4 из 51 места в местном собрании (городской скупщине) Загреба, равномерно распределённые среди тогдашних её составляющих. Она представила себя в качестве наиболее громкой оппозиции мэру Милану Бандичу и его коалиции с правыми политическими субъектами.

### Предыстория партий-участниц
Старейшей из нынешних участниц коалиции является экологическая партия «Устойчивое развитие Хорватии», созданная в конце 2013 года бывшей главой министерства охраны окружающей среды и природы от социал-демократов Мирелой Холи, к которой затем присоединились двое депутатов от левопопулистской силы Хорватские лейбористы — Партия труда. В 2014 году ORaH удалось провести в Европарламент одного своего представителя.
Рабочий фронт — наиболее радикальная антикапиталистическая составляющая коалиции — был образован в мае 2014 году по инициативе профсоюзных активистов, рабочих, безработных и студентов. Черпая вдохновение в быстром подъёме ряда левых сил и политиков в мире (СИРИЗА, Подемос, Берни Сандерс, Джереми Корбин), она выступила с программой «Демократический социализм для XXI века». На президентских выборах 2019—2020 годов кандидат партии — профессор Катерина Пеович — набрала 1,12 % голосов и заняла 8 место.
В декабре 2016 года группой левых и социал-демократических интеллектуалов и активистов была создана третья общенациональная партия коалиции — «Новые левые».
Перед выборами в Европарламент 2019 года группа из 26 деятелей левого толка (в основном из экосоциалистической партии «Загреб НАШ!») инициировали создание широкой и прогрессивной платформы «Мы можем», чтобы включить членов и избирателей, согласных с идеями по всему спектру левых ценностей, включая радикальную левую политику, демократический социализм и зелёную политику. Основными ценностями были провозглашены общее децентрализованное развитие и экономика, социальное и гендерное равенство, стремление к энергетической и продовольственной независимости, уменьшение экологического следа, улучшение образования и науки, поддержка инноваций и независимые средства массовой информации. Предложенные платформой модели развития преследовали цель сокращения нестабильных форм занятости, развития экономической демократии, укрепления профсоюзов и защиты трудовых прав.

### Сотрудничество на общенациональном уровне
8 сентября 2018 года «Рабочий фронт», «Новые левые», ORaH и Социалистическая рабочая партия Хорватии подписали Шибеникскую декларацию сотрудничества, сосредоточенную на критике современной капиталистической системы. На выборах в Европейский парламента 2019 года и национальных парламентских выборах июля 2020 года члены политического альянса продолжают сотрудничать. К первым из них «Мы можем!» заявили о требовании «Зелёного нового курса», продвигаемого Движением за демократию в Европе 2025 (DiEM25), в свою очередь получив поддержку от основателя DiEM25 Яниса Варуфакиса, бывшего министра финансов Греции. Однако расчеты коалиции партий «Мы можем!», «Новые левые» и ORaH взять место в Европарламенте не оправдались — коалиция получила только 1,79 % от общего числа голосов.
К парламентским выборам 2020 года название сменили на «Зелено-левую коалицию». Несмотря на ограниченность во времени и скромные финансовые ресурсы (исключительно из небольших частных пожертвований) коалиции, она смогла развернуть сеть волонтёров и интенсивную агитацию, и её рейтинги в крупных городах стремительно возросли на фоне стагнации двух ведущих партий.
В июне 2020 года независимый депутат Боян Главашевич присоединился к «Мы можем!» и избирательному списку коалиции. Фронтмен популярной панк-рок-группы Hladno Pivo Миле Кекин и его супруга Ивана (клинический психолог и лидер «Новых левых») также присоединились к партийному списку как социалисты, обеспокоенные отсутствием социальной ориентации в официальной левоцентристской партии СДП. Театральный режиссёр Марио Ковач возглавил избирательный список для диаспоры. Участие коалиции в выборах также поддержали ряд общественных деятелей, в том числе музыканты Дамир Урбан, Лиляна Николовская, Давор Толя и Зеле Липовача, журналисты Ведрана Рудан, Томислав Якич и Виктор Иванчич, мультимедийный художник Славен Толь, а также боснийский художник-концептуалист и левый активист Дамир Никшич.
Видеообращения солидарности с коалицией также заявил ряд международных знаменитостей, в том числе актриса и активистка Джейн Фонда; интернациональную поддержку коалиции обеспечили две общеевропейские партии — Партия европейских левых (и её фракция Европарламента GUE / NGL) и Европейская партия зелёных, — а также «Демократические социалисты Америки» и ряд идеологически близких политических организаций из соседних стран, таких как «Левые» из Словении, «Объединённые реформистские действия» из Черногории, Социал-демократический союз из Сербии.
Коалиция заняла пятое место на выборах и стала одним из крупнейших сюрпризов, набрав 116 480 голосов (7,12 % от общего числа голосов); в Загребе она вышла на третье место с 21 % голосов. Результаты выборов означают для Зелёно-левой коалиции 7 депутатских мандатов в 151-местном парламенте Хорватии. Коалиция была очень близка к тому, чтобы завоевать 8-е место в Далмации благодаря отличному результату в городе Дубровник с 9 % голосов. Успех на выборах политическая сила отметила в Музее современного искусства .

## Состав
| Участник | Участник                     | Основная идеология                                                          | Хорватский парламент | Европейский парламент | Горсовет Загреба |
| -------- | ---------------------------- | --------------------------------------------------------------------------- | -------------------- | --------------------- | ---------------- |
|          | Мы можем!                    | Социальный прогрессивизм Зеленый муниципализм                               | 5 из 151             | 0 из 12               | 19 из 47         |
|          | Рабочий фронт (вышел в 2020) | Демократический социализм Антикапитализм, марксизм Социальный прогрессивизм | 1 из 151             | 0 из 12               | 0 из 47          |
|          | Новые левые                  | Демократический социализм Социал-демократия Левый либерализм Антифашизм     | 1 из 151             | 0 из 12               | 3 из 47          |
|          | Загреб НАШ!                  | Зелёный муниципализм Экосоциализм Антифашизм                                | 0 из 151             | 0 из 12               | 1 из 47          |
|          | Устойчивое развитие Хорватии | Зеленая политика Устойчивое развитие Социальный прогрессивизм               | 0 из 151             | 0 из 12               | 1 из 47          |

## Электоральные результаты

### Парламент Хорватии
| Год  | Количество голосов | % голосов | Полученные места | Правительство |
| ---- | ------------------ | --------- | ---------------- | ------------- |
| 2020 | 116480             | 6,99 %    | 7 из 151         | Оппозиция     |

### Городская скупщина Загреба
| Год  | Количество голосов | % голосов | Полученные места | Изменение мест | Правительство |
| ---- | ------------------ | --------- | ---------------- | -------------- | ------------- |
| 2017 | 24706              | 7,64 %    | 4 из 51          | Новая          | Оппозиция     |
| 2021 | 130850             | 40,83 %   | 23 из 47         | ▲ 19           | Большинство   |

### Европейский парламент
| Год  | Количество голосов | % голосов | Полученные места | Фракция   |
| ---- | ------------------ | --------- | ---------------- | --------- |
| 2019 | 19313              | 1,79 %    | 0 из 12          | EGP — GUE |

### Президент Хорватии
| Год  | Кандидат        | Партия        | #   | 1-й тур голосования | %      | #   | Голоса во втором туре | % |
| ---- | --------------- | ------------- | --- | ------------------- | ------ | --- | --------------------- | - |
| 2019 | Катарина Пеович | Рабочий фронт | 8-е | 21387               | 1,14 % | н/д | -                     | - |